# Nagroda „Przeglądu Wschodniego”
Nagroda „Przeglądu Wschodniego” – doroczna nagroda za najlepszą książkę naukową o tematyce wschodnioeuropejskiej przyznawana od 1994 przez kwartalnik „Przegląd Wschodni”.

## Lista nagrodzonych
Według:
- 1993[2]
  - Nagroda Krajowa: Stanisław Nicieja za książkę Cmentarz Łyczakowski we Lwowie w latach 1786–1986 (wyd. Zakład Narodowy im. Ossolińskich) i Edmund Małachowicz za książkę Cmentarz na Rossie w Wilnie (wyd. Zakład Narodowy im. Ossolińskich)
- 1994[2]
  - Nagroda Zagraniczna: Daniel Beauvois za książkę La battaile de la terre en Ukraine 1863-1914. Les Polonais et les conflits socio-ethniques (wyd. Lille 1994) oraz wcześniejsze prace dotyczące XIX-wiecznej historii ziem wschodnich dawnej Rzeczypospolitej oraz Władimir Djakow „za całość dorobku badawczego na temat losu Polaków na Syberii i stosunków polsko-rosyjskich w XIX w.
  - Nagroda Krajowa: Piotr Eberhardt za książkę Przemiany narodowościowe na Ukrainie XX wieku (wyd. Biblioteka „Obozu”), oraz wcześniejsze prace dotyczące stosunków narodowościowych na Litwie i Białorusi oraz Andrzej Nowak za książkę Między carem a rewolucją. Studium politycznej wyobraźni i postaw wielkiej emigracji wobec Rosji 1831-1849 (wyd. Oficyna Wydawnicza „Gryf” i Instytut Historii PAN)
- 1995[2]
  - Nagroda Zagraniczna: Bohdan Osadczuk „w uznaniu wieloletniej działalności publicystycznej w prasie emigracyjnej i zachodniej, którą w wielkim stopniu przyczynił się do poprawy stosunków polsko-ukraińskich”
  - Nagroda Krajowa: Jan K. Ostrowski za „zainicjowanie i redagowanie serii Materiały do dziejów sztuki sakralnej na ziemiach wschodnich dawnej Rzeczypospolitej” i Jerzy T. Petrus za książkę Kościoły i klasztory Żółkwi (wyd. Międzynarodowe Centrum Kultury)
  - Nagroda Specjalna: Roman Aftanazy za serię Materiały do dziejów rezydencji na dawnych kresach Rzeczypospolitej
- 1996[2]
  - Nagroda Zagraniczna: Jewgenij Gorelik za książkę Kuropaty. Polski ślad (wyd. Oficyna Wydawnicza Rytm i Rada Ochrony Pamięci Walk i Męczeństwa)
  - Nagroda Krajowa: Andrzej Pepłoński za książkę Wywiad polski na ZSRR 1921-1939 (wyd. Bellona i Oficyna Wydawnicza Gryf)
  - Nagroda Specjalna: Natalia Lebiediewa za książkę Катынь: преступление против человечества (wyd. Progress)
- 1997[2]
  - Nagroda Zagraniczna: Natalia Jakowenko za książkę Нарис історії України з найдавніших часів до кінця XVIII століття (wyd. Генеза) i Jarosław Hrycak za książkę «Нариси Історії України: Формування модерної української нації XIX – XX ст. (wyd. Генеза)
  - Nagroda Krajowa: Leszek Zasztowt za książkę Kresy 1832–1834. Szkolnictwo na ziemiach litewskich i ruskich dawnej Rzeczypospolitej (wyd. Towarzystwo Naukowe Warszawskie i Instytut Historii Nauki PAN) i Kazimierz Krajewski za książkę Na Ziemi Nowogródzkiej. „NÓW” – Nowogródzki Okręg Armii Krajowej (wyd. Instytut Wydawniczy PAX)
  - Nagroda Specjalna: Roman Dzwonkowski za książkę Kościół katolicki w ZSRR 1917-1939. Zarys historii i losy duchowieństwa katolickiego w ZSRR 1917-1939 (wyd. Towarzystwo Naukowe KUL) i Norman Davies za książkę Europe. A history (wyd. Oxford University Press)
- 1998[2]
  - Nagroda Krajowa: Barbara Stoczewska za książkę Litwa, Białoruś, Ukraina w myśli politycznej Leona Wasilewskiego (wyd. KUL) i Leon Popek „za prace autorskie i wydawnicze poświęcone historii, kulturze i sztuce Wołynia”
  - Nagroda w kategorii publicystyki i badań nad współczesnością: Andrzej Grajewski za książkę Tarcza i miecz. Rosyjskie służby specjalne 1991-1998 (wyd. Biblioteka Więzi)
  - Nagroda Specjalna: Jerzy Kłoczowski
- 1999[2]
  - Nagroda Zagraniczna: Leonid Gorizontow za książkę Paradoksy imperskoj polityki. Poliaki w Rossjii i russkije w Polsze (wyd. Indrik)
  - Nagroda Krajowa: Piotr Paszkiewicz za książkę W służbie Imperium Rosyjskiego 1721-1917. Funkcje i treści ideowe rosyjskiej architektury sakralnej na zachodnich rubieżach Cesarstwa i poza jego granicami (wyd. Instytut Sztuki PAN) i Grzegorz Motyka za książkę Tak było w Bieszczadach. Walki polsko-ukraińskie 1943-1948 (wyd. Volumen)
  - Nagroda Specjalna: Antoni Kuczyński
- 2000[2]
  - Nagroda Krajowa: Jan Jacek Bruski za książkę Petlurowcy. Centrum Państwowe Ukraińskiej Republiki Ludowej na wychodźstwie 1919-1924 (wyd. Arcana) oraz Władysław i Ewa Siemaszko za książkę Ludobójstwo dokonane przez nacjonalistów ukraińskich na ludności polskiej Wołynia 1939-1945 (wyd. Von Borowiecky)
  - Nagroda Specjalna: Wiktoria Śliwowska
- 2001[2]
  - Nagroda Zagraniczna: Hienadź Sahanowicz za książkę Historia Białorusi od czasów najdawniejszych do końca XVIII wieku t. I (wyd. Instytut Europy Środkowo-Wschodniej) i Zachar Szybieka za książkę Historia Białorusi 1795 – 2000 t. II (wyd. Instytut Europy Środkowo-Wschodniej)
  - Wyróżnienie Zagraniczne: Anatolij Kułagin za książkę Prawosłaunyje chramy na Biełarusi oraz Katalickije chramy na Biełarusi i Elena Gribanowa za książkę Iz istorii Polakow w Kazachstanie
  - Nagroda Krajowa: Zbigniew Karpus za książkę Jeńcy i internowani rosyjscy i ukraińscy na terenie Polski w latach 1918–1924 (wyd. Adam Marszałek)
  - Nagroda Specjalna: Piotr Łossowski
- 2002[2]
  - Nagroda Zagraniczna: Leonid Zaszkilniak i Mykoła Krykun(inne języki) za książkę Історія Польщі: від давнини до наших днів (wyd. Narodowy Uniwersytet Lwowski im. Iwana Franki)
  - Nagroda Krajowa: ks. Michał Janocha za książkę Ukraińskie i białoruskie ikony świąteczne w dawnej Rzeczypospolitej. Problem kanonu (wyd. Neriton) i Paweł Piotr Wieczorkiewicz za książkę Łańcuch śmierci. Czystka w Armii Czerwonej 1937-1939 (wyd. Oficyna Wydawnicza Rytm)
  - Nagroda Specjalna: Władysław Łatyszew
- 2003[2]
  - Nagroda Zagraniczna: Egidijus Aleksandravičius i Antanas Kulakauskas za książkę Pod władzą carów. Litwa w XIX w. (wyd. Towarzystwo Autorów i Wydawców Prac Naukowych „Universitas”), Timothy Snyder za książkę The Reconstruction of Nations: Poland, Ukraine, Lithuania, Belarus, 1569-1999 (wyd. Yale University Press)
  - Nagroda Krajowa: Sławomir Dębski za książkę Między Berlinem a Moskwą. Stosunki niemiecko-sowieckie 1939-1941 (wyd. Polski Instytut Spraw Międzynarodowych), Ola Hnatiuk za książkę Pożegnanie z imperium: ukraińskie dyskusje o tożsamości (wyd. UMCS) i Maciej Matwijów za książkę Zakład Narodowy imienia Ossolińskich w latach 1939–1946 (wyd. Towarzystwo Przyjaciół Ossolineum)
  - Nagroda Specjalna: Robert Conquest
- 2004[2]
  - Nagroda Krajowa (ex aequo): Irena Kadulska(inne języki) za książkę Akademia Połocka. Ośrodek kultury na Kresach 1812-1820 (wyd. Uniwersytetu Gdańskiego) i Emilian Wiszka za książkę Emigracja ukraińska w Polsce 1920-1939 (wyd. Mado i Adam Marszałek)
  - Nagroda Zagraniczna (ex aequo): Anne Applebaum za książkę Gulag (wyd. Penguin Books), Lynne Olson(inne języki) i Stanley Cloud(inne języki) za książkę Sprawa honoru. Dywizjon 303 Kościuszkowski: Zapomniani bohaterowie II wojny światowej (wyd. A.M.F. Plus Group/Albatros)
  - Nagroda Specjalna: Andrzej Walicki
  - Nagroda w kategorii: Edycja źródeł (ex aequo): Aldona Prašmantaitė(inne języki) za książkę Motiejus Valančius. Namų użrasai. Biskup Maciej Wołonczewski. Pamiętnik Domowy (wyd. Bartos Lankos) i Bogumiła Berdychowska za książkę Jerzy Giedroyc. Emigracja ukraińska. Listy 1950-1982 (wyd. czytelnik)
- 2005[2]
  - Nagroda Krajowa: Tadeusz Epsztein za książkę Z piórem i paletą. Zainteresowania intelektualne i artystyczne ziemiaństwa polskiego na Ukrainie w II połowie XIX w. (wyd. Neriton i Instytut Historii PAN), Grzegorz Hryciuk za książkę Przemiany narodowościowe i ludnościowe w Galicji Wschodniej i na Wołyniu w latach 1931–1948 (wyd. Adam Marszałek), Włodzimierz Mędrzecki za książkę Inteligencja polska na Wołyniu w okresie międzywojennym (wyd. Neriton i Instytut Historii PAN), Jerzy Rohoziński za książkę Święci, biczownicy i czerwoni chanowie. Przemiany religijności muzułmańskiej w radzieckim i poradzieckim Azerbejdżanie (wyd. Uniwersytetu Wrocławskiego)
  - Nagroda Specjalna: Richard Pipes
- 2006[2]
  - Nagroda Zagraniczna: Władysław Duczko za książkę Ruś Wikingów. Historia obecności Skandynawów we wczesnośredniowiecznej Europie Wschodniej (wyd. trio), Mathias Niendorf(inne języki) za książkę Das Großfürstentum Litauen. Studien zur Nationsbildung in der Frühen Neuzeit (1569-1795) (wyd. Harrassowitz Verlag)
  - Nagroda Krajowa: Bogdan Gancarz(inne języki) za książkę My, szlachta ukraińska… Zarys życia i działalność Wacława Lipińskiego (1882-1914) (wyd. Arcana), Maria Kałamajska-Saeed za książkę: Kościoły i klasztory rzymskokatolickie dawnego województwa nowogródzkiego oraz Kościoły i klasztory rzymskokatolickie dawnego województwa wileńskiego (wyd. Międzynarodowe Centrum Kultury)
  - Nagroda w kategorii: Edycja źródeł: Urszula Paszkiewicz(inne języki) za książkę Inwentarze i katalogi bibliotek z ziem wschodnich Rzeczypospolitej do 1939 roku (wyd. DIG)
  - Nagroda Specjalna: Władysław A. Serczyk
- 2007[2]
  - Nagroda Krajowa: Tomasz Kempa za książkę Wobec kontrreformacji: protestanci i prawosławni w obronie swobód wyznaniowych w Rzeczypospolitej w końcu XVI i w pierwszej połowie XVII wieku (wyd. Adam Marszałek), Włodzimierz Osadczy za książkę Święta Ruś. Rozwój i oddziaływanie idei prawosławia w Galicji (wyd. UMCS), Tomasz Stryjek za książkę Jakiej przeszłości potrzebuje przyszłość? Interpretacje dziejów narodowych w historiografii i debacie publicznej na Ukrainie 1991-2004 (wyd. Instytut Studiów Politycznych PAN i Oficyna Wydawnicza Rytm), Rafał Wnuk za książkę Za pierwszego Sowieta. Polska konspiracja na Kresach Wschodnich II Rzeczypospolitej (wrzesień 1939 – czerwiec 1941) (wyd. IPN i Instytut Studiów Politycznych PAN)
  - Nagroda w kategorii: Edycja źródeł: Edmundas Rimša(inne języki) za książkę Pieczęcie miast Wielkiego Księstwa Litewskiego (wyd. DIG)
  - Nagroda w kategorii: Upowszechnianie Wiedzy o Wschodzie: Grzegorz Mazur, Jerzy Skwara(inne języki) i Jerzy Węgierski za książkę Kronika 2350 dni wojny i okupacji Lwowa 1 IX 1939 – 5 II 1946 (wyd. Unia)
  - Nagroda Specjalna Jubileuszowa: Zbigniew Wójcik
- 2008[3][4]
  - Nagroda Krajowa: Anna Barańska za książkę Między Warszawą, Petersburgiem i Rzymem. Kościół a państwo w dobie Królestwa Polskiego (1815–1830) (wyd. Towarzystwo Naukowe KUL) i Joanna Schiller za książkę Universitas Rossica. Koncepcja rosyjskiego uniwersytetu 1863–1917 (wyd. IHN PAN)
  - Nagroda Zagraniczna: Stanisław Kulczycki za książkę Hołodomor. Wielki Głód na Ukrainie w latach 1932–1933 jako ludobójstwo – problem świadomości (wyd. Kolegium Europy Wschodniej)
  - Nagroda w kategorii Dzieje Polaków na Wschodzie: Henryka Ilgiewicz za książkę Societates Academicae Vilnenses. Towarzystwo Przyjaciół Nauk w Wilnie (1907–1939) i jego poprzednicy (wyd. Muzeum Kultury i Dziedzictwa Narodowego), Krzysztof Zajas za książkę Nieobecna kultura. Przypadek Inflant Polskich (wyd. Towarzystwo Autorów i Wydawców Prac Naukowych „Universitas”)
  - Nagroda Specjalna: Zbigniew J. Wójcik
- 2009[4]
  - Nagroda Krajowa (ex aequo): Elżbieta Orman(inne języki) za książkę Tahańcza Poniatowskich. Z dziejów szlachty na Ukrainie w XIX wieku (wyd. Polska Akademia Umiejętności), Roman Jurkowski za książkę Sukcesy i porażki. Ziemiaństwo polskie Ziem Zabranych w wyborach do Dumy Państwowej i Rady Państwa 1906-1913 (wyd. Uniwersytet Warmińsko-Mazurski)
  - Nagroda Zagraniczna: Orlando Figes za książkę Taniec Nataszy. Z dziejów kultury rosyjskiej (wyd. Magnum) i Georges Mamoulia(inne języki) za książkę Les combats indépendantistes des Caucasiens entre URSS et puissances occidentales. Le cas de la Géorgie (1921-1945) (wyd. Editions L’Harmattan)
  - Nagroda w kategorii Dzieje Polaków na Wschodzie: Andrzej Furier za książkę Polacy w Gruzji (wyd. Trio) i Mariusz Korzeniowski za książkę Za Złotą Bramą. Działalność społeczno-kulturalna Polaków w Kijowie w latach 1905–1920 (wyd. UMCS)
  - Nagroda w kategorii: Edycje źródeł: Krzysztof Jasiewicz za przygotowywanie, opracowanie i edycję serii wydawniczej pod nazwą „Seria Wschodnia”, wydawanej przez wydawnictwa „Rytm” i Instytutu Studiów Politycznych PAN
  - Nagroda w kategorii: Popularyzacja problematyki wschodniej: Wojciech Zajączkowski za książkę Rosja i narody. Ósmy kontynent. Szkic dziejów Eurazji (wyd. MG)
  - Nagroda Specjalna: Andrzej Rachuba
- 2010[4]
  - Nagroda Krajowa Joanna Wolańska(inne języki) za książkę Katedra ormiańska we Lwowie w latach 1902–1938. Przemiany architektoniczne i dekoracja wnętrz (wyd. Ministerstwo Kultury i Dziedzictwa Narodowego)
  - Nagroda Zagraniczna Anatol Wialiki za książkę Białoruś w sowieckopolskich stosunkach międzypaństwowych. 1944-1959
  - Nagroda w kategorii: Dzieje Polaków na Wschodzie: Bolesław Szostakowicz za książkę Wspomnienia z Syberii. Pamiętniki, szkice, zapisy pamiętnikowe polskich zesłańców politycznych na wschodnią Syberię w I połowie XIX wieku
  - Nagroda Specjalna Michał Łesiów
- 2011[5]
  - Nagroda Krajowa (ex aequo): Arkadiusz Janicki za książkę Kurlandia w latach 1795–1915. Z dziejów guberni i jej polskiej mniejszości (wyd. Uniwersytetu Gdańskiego), Łukasz Adamski za książkę Nacjonalista postępowy. Mychajło Hruszewski i jego poglądy na Polskę i Polaków (wyd. Naukowe PWN)
  - Nagroda Zagraniczna: Rudolf Pichoja za książkę Historia władzy w Związku Radzieckim 1945−1991 (wyd. Naukowe PWN)
  - Nagroda Specjalna: Wojciech Materski
- 2012[6]
  - Nagroda Krajowa: Anna Engelking za książkę  Kołchoźnicy. Antropologiczne studium tożsamości wsi białoruskiej przełomu XX i XXI wieku (wyd. Naukowe UMK)
  - Nagroda Zagraniczna (ex aequo): Swietłana Mulina za książkę Мигранты поневоле: адаптация ссыльных участников польского восстания 1863 года в Западной Сибири (wyd. Aleteja), Wasyl Haniewicz za książkę Поляки в Томске (XIX-XX вв.) Биографии (wyd. Państwowy Uniwersytet Pedagogiczny w Tomsku)
  - Nagroda w kategorii: Dzieje Polaków na Wschodzie: Helena Krasowska za książkę Mniejszość polska na południowo-wschodniej Ukrainie (wyd. Slawistyczny Ośrodek Wydawniczy)
  - Nagroda w kategorii: Popularyzacja problematyki wschodniej: Agnieszka Biedrzycka za książkę Kalendarium Lwowa 1918-1939 (wyd. Towarzystwo Autorów i Wydawców Prac Naukowych „Universitas”)
  - Nagroda Specjalna (ex aequo): Stanisław Alexandrowicz, Jerzy Kowalczyk
- 2013[7]
  - Nagroda Krajowa: Agnieszka Jankowska-Marzec za książkę Między etnografią a sztuką. Mitologizacja Hucułów i Huculszczyzny w kulturze polskiej XIX i XX wieku (wyd. Towarzystwo Autorów i Wydawców Prac Naukowych „Universitas”)
  - Nagroda Zagraniczna: David Frick(inne języki) za książkę Kith, Kin, and Neighbors. Communities and Confessions in Seventeenth-Century Wilno (wyd. Cornell University Press)
  - Nagroda w kategorii: Dzieje Polaków na Wschodzie: Tamara Smirnowa za książkę Польские общества в Санкт-Петербурге конец XIX – начало XX века (wyd. Европейский Дом)
  - Nagroda Specjalna: Henryk Wisner
- 2014[8]
  - Nagroda Krajowa: Irena Borowik za książkę  Jak w witrażach. Tożsamość a religia w biografiach Tatarów Krymskich, Rosjan i Polaków na Krymie (wyd. Scholar)
  - Nagroda Zagraniczna: Natalija Starczenko za książkę Честь, кровіриторика. Конфлікту шляхетськомус ередовищі Волині (другаполовинаХVI – ХVІI століття) (wyd. Laurus), Jörg Baberowski za książkę Stalin. Terror absolutny (wyd. Prószyński i S-ka)
  - Nagroda w kategorii: Dzieje Polaków na Wschodzie: Mikołaj Iwanow za książkę Zapomniane ludobójstwo. Polacy w państwie Stalina „Operacja polska” 1937-1938 (wyd. Znak Horyzont)
  - Nagroda w kategorii: Edycja Źródeł: Jerzy Gaul za książkę Polonika w archiwum parlamentu w Wiedniu. Archiwum Izby Posłów Rady Państwa 1861-1918 (wyd. DIG), Maria Wardzyńska za książkę Kazimierza Sakowicza Dziennik 1941–1943 (wyd. IPN)
  - Nagroda w kategorii: Popularyzacja problematyki wschodniej: Bohdan Urbankowski za książkę Józef Piłsudski. Marzyciel i strateg (wyd. Zysk i S-ka)
  - Nagroda Specjalna: Roman Duda
- 2015[9]
  - Nagroda Krajowa: Marian Małecki(inne języki) za książkę Wydział krajowy Sejmu galicyjskiego. Geneza, struktura i zakres kompetencji, następstwo prawne (wyd. Księgarnia Akademicka), Paweł Rokicki za książkę Glinciszki i Dubinki. Zbrodnie wojenne na Wileńszczyźnie w połowie 1944 roku i ich konsekwencje we współczesnych relacjach polsko-litewskich (wyd. IPN)
  - Nagroda Zagraniczna: Theodore Weeks(inne języki) za książkę Vilnius between Nations. 1795–2000 (wyd. Cornell University Press)
  - Nagroda w kategorii: Popularyzacja problematyki wschodniej: Oleksandr Zinczenko za książkę Katyń. Śladami polskich oficerów (Wydawnictwo BoSz)
  - Nagroda Specjalna: Elżbieta Smułkowa
- 2016[10]
  - Nagroda Krajowa: Anna Sylwia Czyż za książkę Fundacje artystyczne rodziny Paców: Stefana, Krzysztofa Zygmunta i Mikołaja Stefana: „lilium bonae spei ab antiquitate consecratum” (wyd. Naukowe Uniwersytetu Kardynała Stefana Wyszyńskiego),
  - Nagroda Zagraniczna: Marek Jan Chodakiewicz za książkę Międzymorze (wyd. 3S Media), Leonid Ostrowski za książkę Поляки в Западной Сибири в конце ХIX – первой четверти ХХ века
  - Nagroda w kategorii: Dzieje Polaków na Wschodzie: Franciszek Nowiński(inne języki) za książkę Syberia w życiu Polaków od XVII do początków XX wieku (wyd. Uniwersytetu Gdańskiego)
  - Nagroda Specjalna: Roman Szporluk
- 2017[11]
  - Nagroda Krajowa: Albin Głowacki za książkę Na pomoc zesłańczej edukacji. Działalność wydawnicza Komitetu do spraw Dzieci Polskich w ZSRR (1943-1946) (wyd. Uniwersytetu Łódzkiego)
  - Nagroda Zagraniczna: Kirył Koczegarow za ksiązkę Rzeczpospolita a Rosja w latach 1680–1686. Zawarcie traktatu o pokoju wieczystym (wyd. Muzeum Pałacu Króla Jana III w Wilanowie), Aleksandr Podrabinek za książkę Dysydenci: nieuleczalnie nieposłuszni (wyd. Ośrodek Karta)
  - Nagroda w kategorii: Edycja źródeł: Dariusz Dąbrowski i Adrian Jusupović za książkę Kronika halicko-wołyńska: kronika Romanowiczów (wyd. Avalon)
  - Nagroda w kategorii: Dzieje Polaków na Wschodzie: Grzegorz Rąkowski za serię przewodników krajoznawczo-historycznych po Białorusi, Litwie, Polsce, Ukrainie[4]
  - Nagroda w kategorii: Popularyzacja problematyki wschodniej: Zakład Narodowy im. Ossolińskich i Lwowska Narodowa Naukowa Biblioteka Ukrainy im. Wasyla Stefanyka
  - Nagroda Specjalna: Anna Filipczak-Kocur, Miroslav Hroch i Andrzej Poppe
- 2018[12]
  - Nagroda Krajowa: Paweł Kowal za książkę Testament Prometeusza: źródła polityki wschodniej III RP (wyd. ISP PAN i Kolegium Europy Wschodniej im. Jana Nowaka-Jeziorańskiego we Wrocławiu)
  - Nagroda w kategorii: Dzieje Polaków na Wschodzie: Mikołaj Tarkowski za książkę Polacy na Litwie i Białorusi pod rządami Aleksandra II (wyd. Arche)
  - Nagroda w kategorii: Popularyzacja problematyki wschodniej: Marek Głuszko za książkę Polacy w Lipawie, historia znana, nieznana, zapomniana (wyd. Narodowy Instytut Polskiego Dziedzictwa Kulturowego za Granicą „Polonika”)
  - Nagroda Specjalna: Zofia Zielińska
- 2019[13][14]
  - Nagroda Krajowa: Damian Karol Markowski za książkę Dwa powstania: bitwa o Lwów 1918 (Wyd. Literackie)
  - Nagroda Zagraniczna: Hennadij Korolow za książkę Федеративні проекти в Центрально-Східній Європі: від ідеологічної утопії до реальної політики (1815-1921 рр. wyd. K.I.C.)
  - Nagroda w kategorii: Edycja źródeł: Joanna Gierowska-Kałłaur za książkę Aleksandra Szklennika Wspomnienia o wydarzeniach w Wilnie i w kraju (wyd. Instytut Historii PAN) i Monika Jusupović za książkę Akta sejmiku Kowieńskiego z lat 1733–1795 (wyd. Instytutu Historii PAN-Neriton)
  - Nagroda w kategorii: Popularyzacja problematyki wschodniej: Jan Skłodowski za książkę Zapomniane uczelnie Rzeczypospolitej. Kroże – Krzemieniec – Podoliniec (wyd. Narodowy Instytut Polskiego Dziedzictwa Kulturowego za Granicą „Polonika”)
  - Nagroda Specjalna: Raimo Pullat
- 2020[15]
  - Nagroda Krajowa: Tomasz Krzyżowski za książkę Archidiecezja lwowska obrządku ormiańskokatolickiego w latach 1902–1938 (wyd. Księgarnia Akademicka)
  - Nagroda Zagraniczna: Andrij Rukkas za książkę Razem z Wojskiem Polskim: Armia Ukraińskiej Republiki Ludowej w 1920 roku (wyd. IPN)
  - Nagroda w kategorii: Edycja źródeł: Andrea Mariani za książki Inwentarze kolegium jezuitów w Nowogródku oraz jego majątków ziemskich z przełomu roku 1773 i 1774 i Inwentarze kolegium jezuitów w Nieświeżu oraz jego majątków ziemskich z przełomu roku 1773 i 1774 (wyd. UAM)
  - Nagroda w kategorii: Popularyzacja problematyki wschodniej: Witold Wasilewski za książkę Mord w Lesie Katyńskim. Przesłuchania przed amerykańską komisją Maddena w latach 1951–1952 (tom I-III) (wyd. IPN)
  - Nagroda Specjalna: Mieczysław Jackiewicz
- 2021[16]
  - Nagroda Krajowa: Zbigniew Opacki za książkę Wydział Humanistyczny Uniwersytetu Stefana Batorego w Wilnie 1919-1939 (wyd. Uniwersytetu Gdańskiego) i Wioletta Zielecka-Mikołajczyk za książkę Gdzie Wschód spotkał się z Zachodem: dzieje i organizacja unickiej diecezji przemysko-samborskiej w latach 1596–1772 (wyd. Naukowe UMK)
  - Nagroda Zagraniczna: Kazuhiko Sawada za książkę Opowieść o Bronisławie Piłsudskim. Polak nazwany Królem Ajnów (wyd. Muzeum Józefa Piłsudskiego w Sulejówku)
  - Nagroda w kategorii: Edycja źródeł: Jolanta Żyndul za książkę Bronisław Piłsudski. Dziennik 1882–1885 (wyd. Narodowy Instytut Polskiego Dziedzictwa Kulturowego za Granicą „Polonika”)
  - Nagroda w kategorii: Dzieje Polaków na Wschodzie: Dariusz Węgrzyn za książkę Księga aresztowanych, internowanych i deportowanych z Górnego Śląska do ZSRR w 1945 roku. Tom 1-3 (wyd. IPN)
  - Nagroda w kategorii: Popularyzacja problematyki wschodniej: Adam Hlebowicz za książkę Podróż na Wschód (wyd. IPN)
  - Nagroda Specjalna: Leszek Bednarczuk
- 2022[17]
  - Nagroda Krajowa: Jerzy Jarowiecki za książkę Prasa we Lwowie w latach 1918–1945 (wyd. Naukowe i Edukacyjne Stowarzyszenia Bibliotekarzy Polskich) i Sławomir Łotysz za książkę Pińskie błota: natura, wiedza i polityka na polskim Polesiu do 1945 roku (wyd. Towarzystwo Autorów i Wydawców Prac Naukowych „Universitas”)
  - Nagroda Zagraniczna: Janusz Bugajski(inne języki) za książkę Failed State: A Guide to Russia’s Rupture (wyd. Jamestown Foundation) i Serhij Płochij za książkę Wrota Europy: zrozumieć Ukrainę (wyd. Znak Horyzont)
  - Nagroda w kategorii: Edycja źródeł: Elżbieta Budzińska za książkę Johanna Heinricha Muntza Podróże malownicze przez Polskę 1780-1784 (wyd. Narodowy Instytut Polskiego Dziedzictwa Kulturowego za Granicą „Polonika”)
  - Nagroda w kategorii: Popularyzacja problematyki wschodniej: Monika Agopsowicz za książkę Kresowego Pokucia początek. Ormianie (wyd. Księgarnia Akademicka) i Piotr Skwieciński za książkę Koniec ruskiego miru? O ideowych źródłach rosyjskiej agresji (wyd. Teologia Polityczna)
  - Nagroda Specjalna: Hiroaki Kuromiya
- 2023[18]
  - Nagroda Krajowa: Wojciech Łysek(inne języki) za książkę Intelektualny włóczęga. Biografia Stanisława Swianiewicza (wyd. Instytut Pileckiego)
  - Nagroda Zagraniczna: Andrej Macuk za książkę Павятовыя соймікі ў сацыяльна-палітычным жыцці Вялікага Кнаяства Літоўскага (1697–1764 гг.) (wyd. Еўрапейскі Гуманітарны Універсітэт, Logvino literatūros namai) i Ołeksij Sokyrko za książkę Козацький Марс: Держава та військо Козацького Гетьманату в добу Мілітарної революції, 1648–1764 (wyd. Темпора)
  - Nagroda w kategorii: Dzieje Polaków na Wschodzie: Małgorzata Omilanowska-Kiljańczyk za książkę Marian Lalewicz. Architekt petersbursko-warszawski (wyd. Narodowy Instytut Polskiego Dziedzictwa Kulturowego za Granicą „Polonika”) i Radosław Budzyński za książkę Historyk z Inflant Polskich. Gustaw Manteuffel (1832–1916) (wyd. Instytut Pamięci Narodowej)
  - Nagroda Specjalna: Dariusz Kołodziejczyk

## Laureaci Nagrody „Przeglądu Wschodniego” im. Aleksandra Gieysztora
- 2000
  - Marek Karp
- 2001
  - Adolf Juzwenko
- 2002
  - Bohdan Cywiński
- 2003
  - Piotr Stefan Wandycz
- 2004
  - Jerzy Pomianowski
- 2005
  - Adam Maldzis(inne języki) (literaturoznawca, profesor Akademii Nauk Białorusi, b. dyrektor Centrum im. Franciszka Skaryny w Mińsku)
- 2006
  - Alfredas Bumblauskas
- 2007
  - Stanisław Stępień (dyrektor Południowo-Wschodniego Instytutu Nauk w Przemyślu)
  - Anatol Hryckiewicz (historyk, emeryt, prof. Białoruskiego Państwowego Uniwersytetu Kultury i Sztuki, Mińsk, Białoruś)
- 2008
  - Władysław Findeisen
- 2009
  - Adam Zamoyski (historyk)
- 2010
  - Longin Tomaszewski(inne języki)
- 2011
  - Pośmiertnie Andrzej Przewoźnik
- 2012 (nie przyznano)
- 2013
  - Witold Kieżun
- 2014
  - Janusz Smaza
- 2015
  - Stowarzyszenie Memoriał
  - Wiaczesław Briuchoweckyj (literaturoznawca, b. rektor „Akademii Kijowsko-Mohylańskiej”)
  - Andrzej Sulima Kamiński
  - Zbigniew Antoni Kruszewski
  - Alvydas Nikžentaitis
  - Henryk Samsonowicz
- 2016
  - Anna Buchmann (kustosz Muzeum Polskiego w Rapperswilu)
- 2017
  - Biblioteka Polska w Paryżu
- 2018
  - Jacek Miler (pośmiertnie)
  - Roman Czmełyk
- 2019
  - Kolegium Europy Wschodniej im. Jana Nowaka-Jeziorańskiego we Wrocławiu
- 2020
  - Hieronim Grala
- 2021
  - Sofia Diak
  - Aleksandr Gurjanow
- 2022
  - Jacek Purchla
  - Międzynarodowe Centrum Kultury
- 2023
  - Vydas Dolinskas
  - Pałac Władców Wielkiego Księstwa Litewskiego w Wilnie